# 安东尼·杰伊
安东尼·鲁伯特·杰伊爵士 CVO，CBE（1930年4月20日—2016年8月21日），是英国编剧、作家、广播员，与乔纳森·林恩合写了《是，大臣》系列。因在广播和公共关系领域的贡献，他在1988年获封骑士。

## 作品
- 《是，大臣》
- 《是，首相》